# Castillon-la-Bataille
Castillon-la-Bataille is een gemeente in het Franse departement Gironde (regio Nouvelle-Aquitaine). De plaats maakt deel uit van het arrondissement Libourne. Castillon-la-Bataille telde op 1 januari 2022 3.320 inwoners.

## Geografie
De oppervlakte van Castillon-la-Bataille bedroeg op 1 januari 2022 5,68 vierkante kilometer; de bevolkingsdichtheid was toen 584,5 inwoners per km².

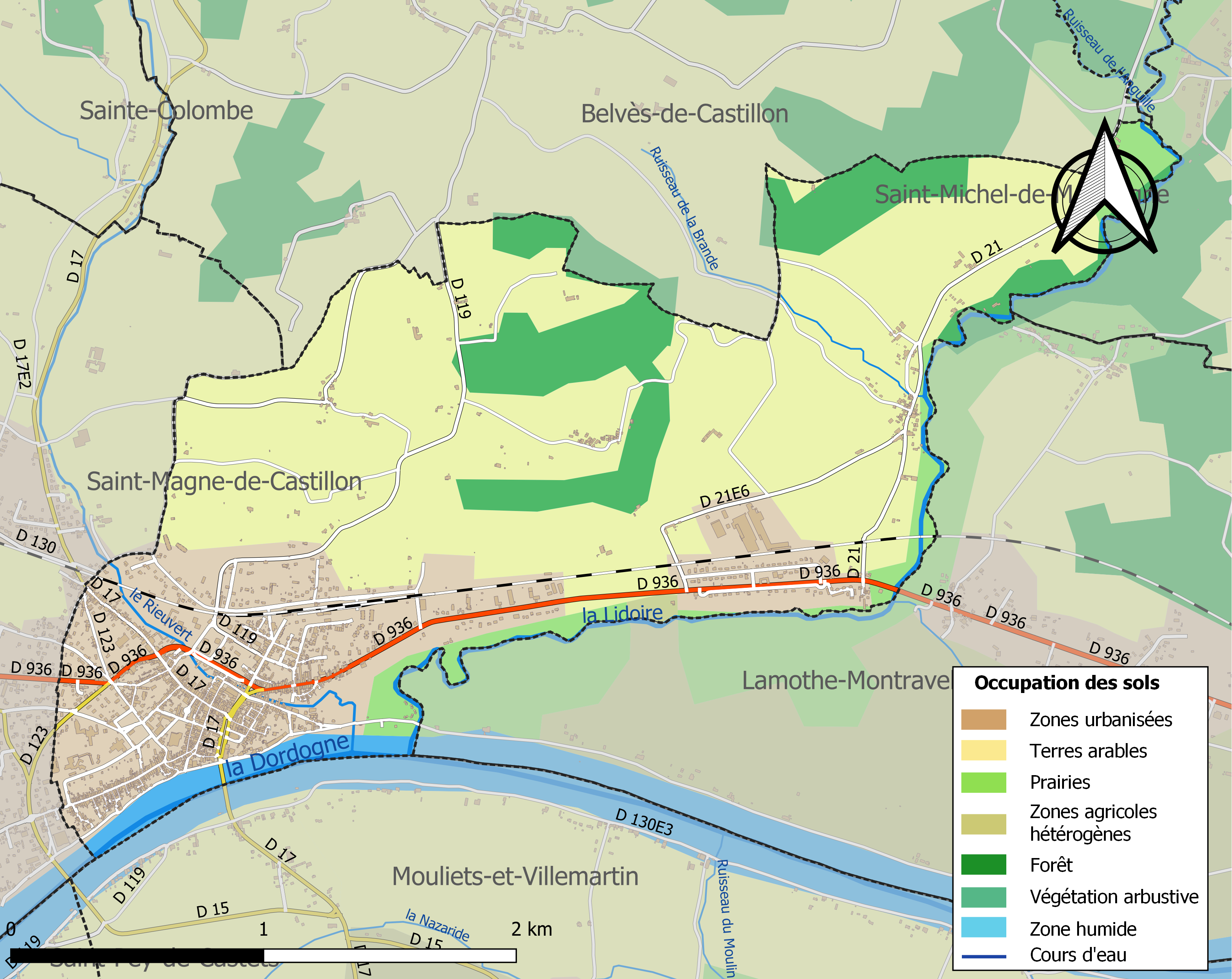
Kaart van de gemeente met belangrijkste infrastructuur, bodemgebruik en omliggende gemeenten

## Verkeer
In de gemeente ligt het spoorwegstation Castillon.

## Demografie
Onderstaande figuur toont het verloop van het inwonertal (bron: INSEE-tellingen).